# 5 novembre 1968
Le mardi 5 novembre 1968 est le 310e jour de l'année 1968.

## Naissances
- Aitana Sánchez-Gijón, actrice espagnole
- Augusto Pedro de Souza, joueur brésilien de football
- Bill Belzer, batteur américain
- Derrick Todd Lee (mort le 21 janvier 2016), tueur en série américain
- Didier Combe, joueur français de football
- Ion Vlădoiu, joueur roumain de football
- J. D. Evermore, acteur américain
- Mademoiselle Agnès, chroniqueuse française
- Pascal Gingras, musicien-batteur et percussionniste québécois
- Penny Wong, politicien australien
- Rosemond Pierre (mort le 10 septembre 2018), joueur de football puis entraîneur haïtien
- Sam Rockwell, acteur américain
- Seth Gilliam, acteur américain
- Stéphane Blakowski, animateur de télévision français
- The Prophet, producteur néerlandais et disc jockey de hardstyle

## Décès
- Gerald Kersh (né le 26 août 1911), écrivain britannique
- Louis-Guillaume en Bavière (né le 17 janvier 1884), personnalité politique allemande
- Vasyl Makuch (né le 14 novembre 1927), militant ukrainien, qui décède à la suite d'une immolation par le feu pour protester contre l'invasion de l'Ukraine par l'Union soviétique

## Événements
- Le républicain Richard Nixon est élu président des États-Unis avec 31 785 000 voix (43 %) contre 31 275 000 (42,7 %) pour le vice-président sortant Hubert Horatio Humphrey. George Wallace, gouverneur ségrégationniste et réactionnaire de l'Alabama, rassemble 10 000 000 de voix. Richard Nixon accède au pouvoir le 20 janvier 1969 avec Spiro Agnew comme vice-président (R).
- En France, le FLB, Front de libération de la Bretagne, annonce qu’il suspendra ses actions de commandos pendant la visite du général de Gaulle.
- En France, François Mitterrand abandonne la direction et démissionne de la FGDS qui disparaît sans que nul ne tente de la sauver.
- Élections générales portoricaines de 1968